# 达妮耶拉·亚科维奇
达妮耶拉·亚科维奇（英語：Danijela Jackovich，1994年11月4日—），美国、澳大利亚女子水球运动员，2017年夏季世界大学生运动会女子金牌得主、2024年夏季奥林匹克运动会女子银牌得主。